# Dartmouth, England
Dartmouth är en stad och en civil parish i South Hams, Devon, England. Orten har 5 512 invånare (2001).